# Elin Holmlöv
Elin Holmlöv, född 5 augusti 1987 i Knivsta, är en före detta svensk ishockeyspelare. Hon spelade för University of Minnesota-Duluth, USA och har också spelat som forward i Hockey Club Tornado Moscow.
Elin Holmlöv var med i det svenska landslag som vann bronsmedalj i VM 2005 i Sverige och 2007 i Kanada. Hon var dessutom ursprungligen uttagen till det landslag som vann silvermedalj vid Olympiska vinterspelen 2006 i Turin i Italien, men missade OS på grund av en ryggskada.
Den 7 november 2008 blev Elin Holmlöv historisk, då hon gjorde Sveriges båda mål då Damkronorna med 2-1 (efter förlängning efter 1-1 vid full tid) besegrade Kanada för första gången någonsin i damishockey. Detta efter 60 matcher mot Kanada utan vinst för Sverige.
År 2009 och 2012 utsågs Elin Holmlöv till Årets hockeytjej. Hon blev därmed den första som fått utmärkelsen mer än en gång. Utmärkelsen är svensk damishockeys främsta individuella pris och delas ut av Ishockeyjournalisternas Kamratförening i samarbete med Svenska ishockeyförbundet. 
Elin Holmlöv är dotter till P.G. Holmlöv.